# Sarata
Sarata (ukrainien : Сарата, russe : Сарата) est une commune urbaine de l'oblast d'Odessa, en Ukraine. Elle compte 4 227 habitants en 2021.

## Géographie
La commune se trouve au bord de la petite rivière Sarata qui se jette dans le Liman de Sassyk à 20 km au sud, c'est un liman qui donne accès à la mer Noire. La commune s'étend sur 2 187 hectares.

## Histoire
La région de Bessarabie passe de la principauté de Moldavie inféodée aux Ottomans à l'Empire russe en 1812. L'endroit où est fondée Sarata fait partie de la Bessarabie méridionale, appelée aussi Boudjak. En 1813, l'empereur Alexandre Ier appelle dans un manifeste à coloniser ces terres steppiques nouvellement annexées et pratiquement désertes. Suivant cet appel, le gouverneur de Nouvelle-Russie y fait venir des colons d'Allemagne qui forment vingt-quatre colonies de paysans allemands pour exploiter ces nouvelles terres et fondent à leur tour des colonies filiales dans divers endroits de l'Empire. 
Le village de Sarata est fondé en 1822 avec 16 000 déciatines (environ 18 000 hectares) réservées à 70 familles luthériennes et catholiques venues de Bavière et du Wurtemberg. Débarquées à Odessa, ces familles arrivent le 19 mars 1822 par la rivière Sarata. Le riche négociant et fabricant de textile de Giengen an der Brenz, Christian Friedrich Werner, finance en 1823 la construction du village, mais meurt quelques mois plus tard. Il lègue 25 000 roubles-argent à la communauté. L'église luthérienne est érigée en 1843 avec un établissement scolaire primaire et secondaire luthérien-évangélique qui a vocation d'accueillir tous les enfants allemands de Bessarabie. Il fonctionne jusqu'en 1940. Sarata fonde deux colonies allemandes en Bessarabie, Gnadental (près d'Artsyz) et Lichtental.
En 1900, c'est un village important et florissant de l'ouïezd d'Akkerman du gouvernement de Bessarabie dans l'Empire russe. Il compte alors 2 500 habitants avec un bureau de poste et un télégraphe, un moulin à vapeur, deux écoles, plusieurs échoppes, des bazars et une église luthérienne et une église catholique.
En janvier 1918, la région est dévolue au royaume de Roumanie et le village continue son développement.
En 1940, la région selon les accords secrets Molotov-Ribbentrop passe à l'URSS. La plupart des paysans allemands (au nombre de 1 600) sont déportés en octobre 1940 selon le slogan Heim ins Reich comme Volksdeutsche dans le Reich et le Wartheland (où ils seront décimés en 1945).
Sarata est occupée par l'armée allemande et son allié roumain de juin 1941 à l'été 1944. Après la victoire de l'Armée rouge, l'endroit est repeuplé de familles venues de localités dévastées de Russie soviétique et d'Ukraine.
En 1975, une usine agro-alimentaire, un combinat de produits céréaliers, une exploitation viticole, une minoterie, une laiterie, et une fabrique de bois y sont en activité.
Sarata compte 6 195 habitants en 1989. Les coopératives étatiques sont privatisées en mai 1995 et en juillet suivant. L'exploitation viticole fait faillite en 2004 et elle est vendue en 2016.

## En images

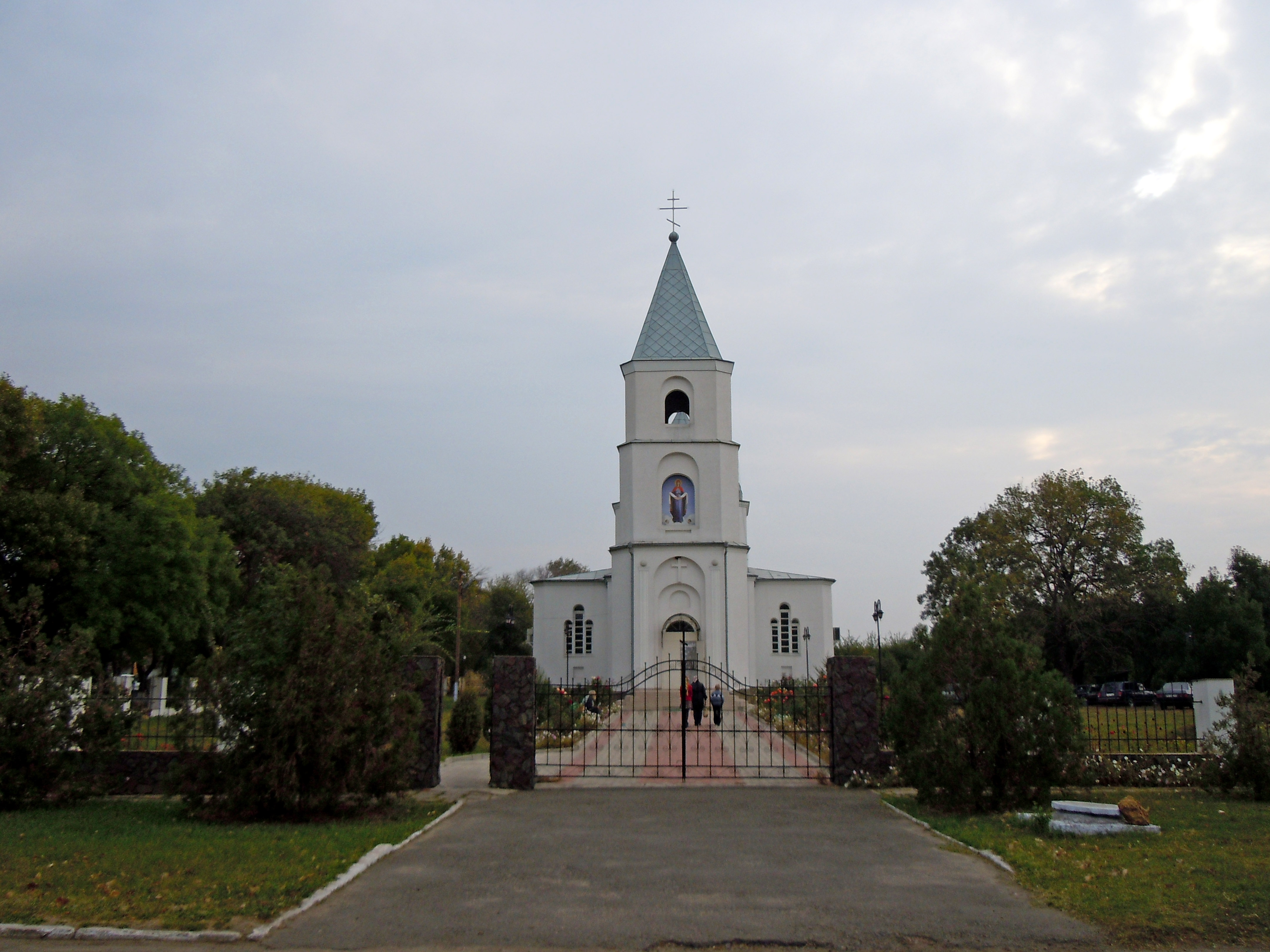
Vue de l'église orthodoxe de l'Intercession, ancienne église catholique.
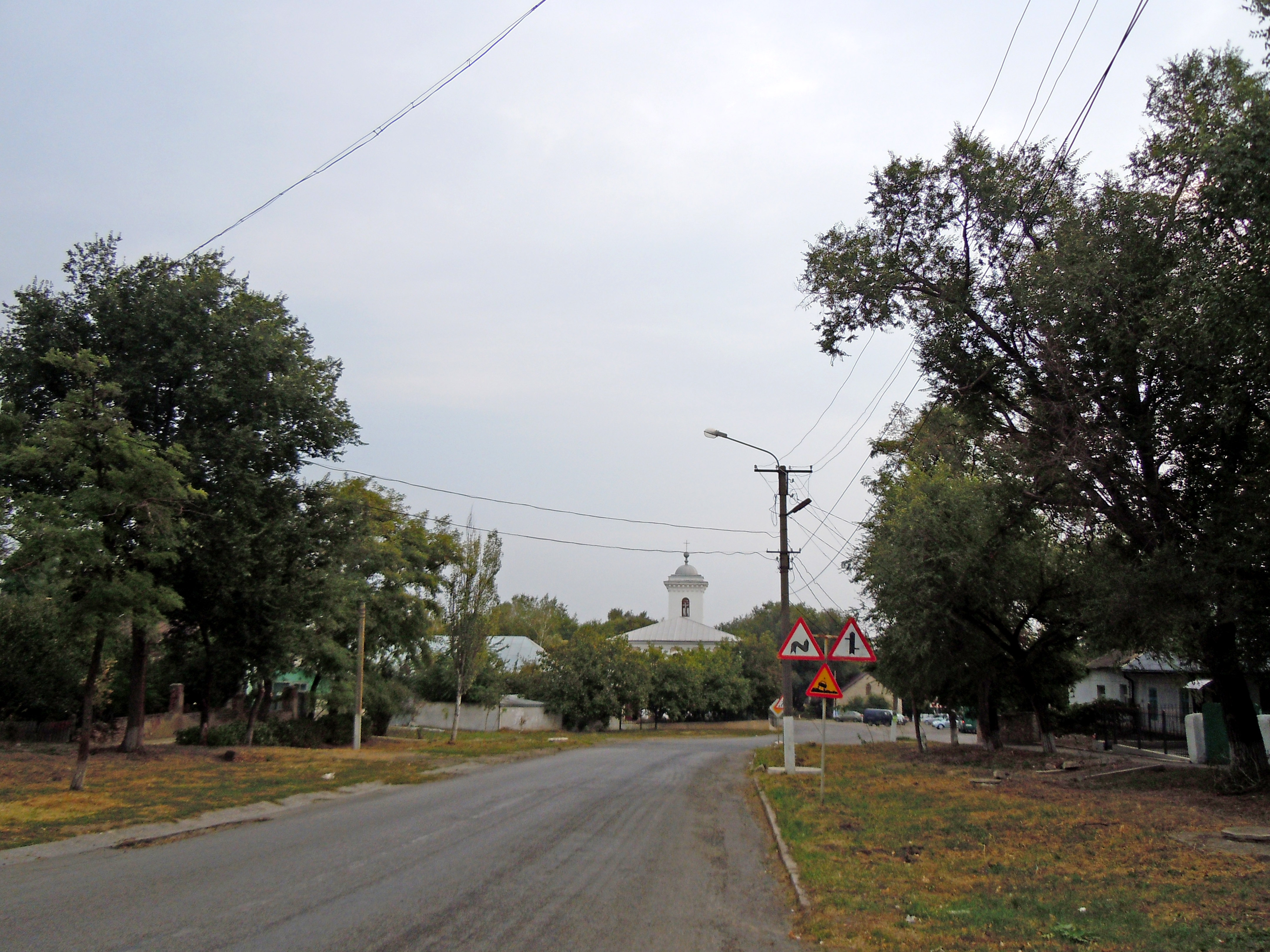
Rue principale.
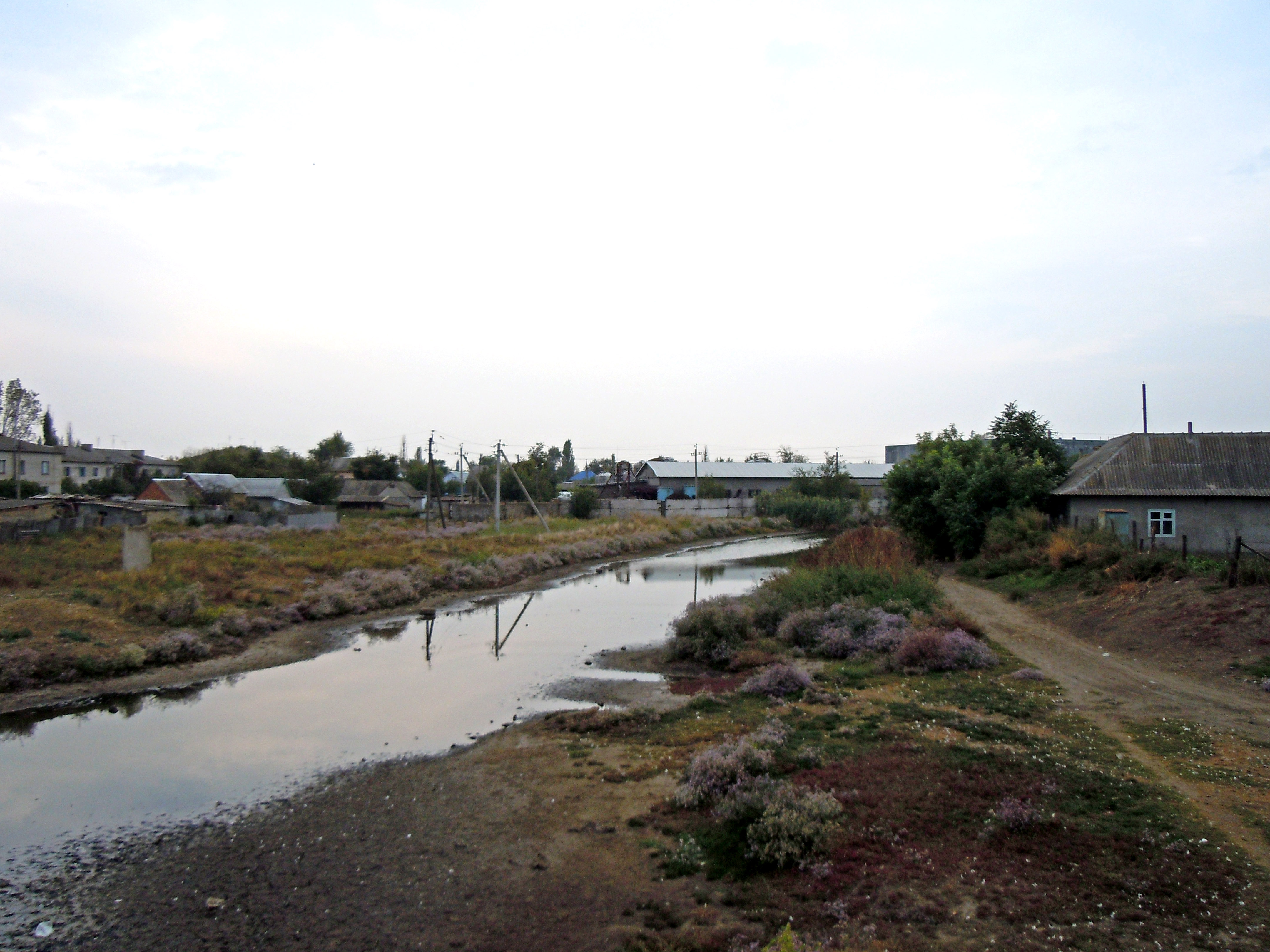
La rivière Sarata.
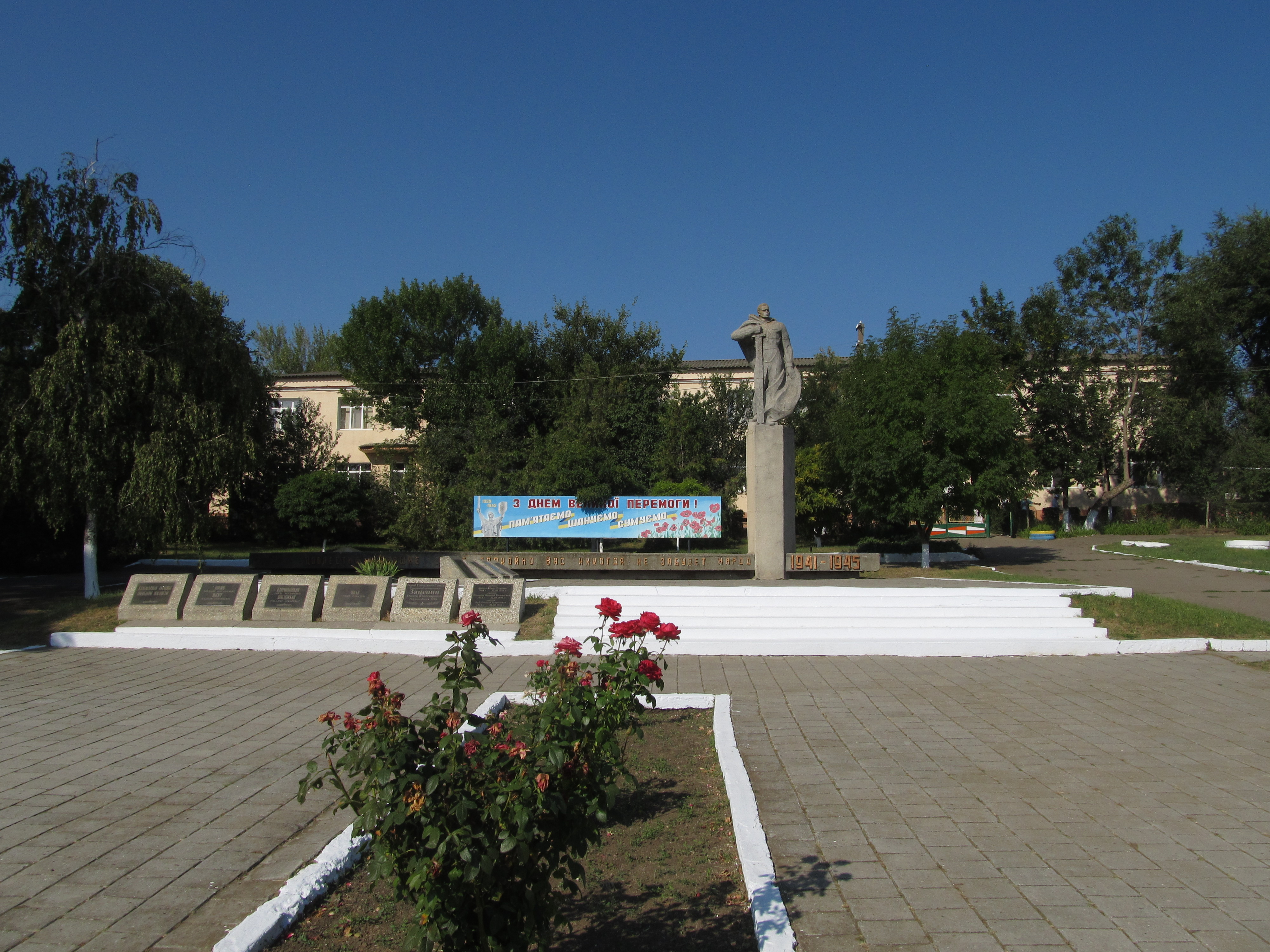
Monument aux morts de la Grande Guerre patriotique classé[9].

### Au territoire de la municipalité

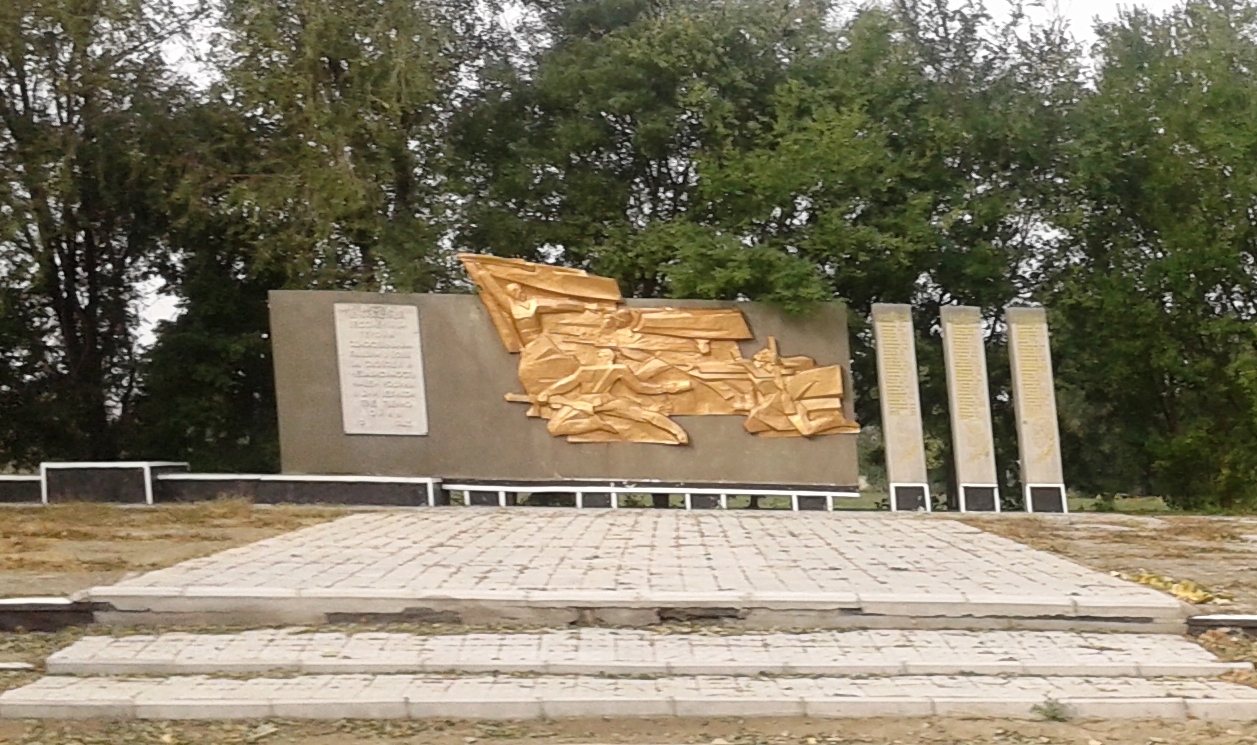
Monument aux morts classé[10] à Mykhaïlivka,
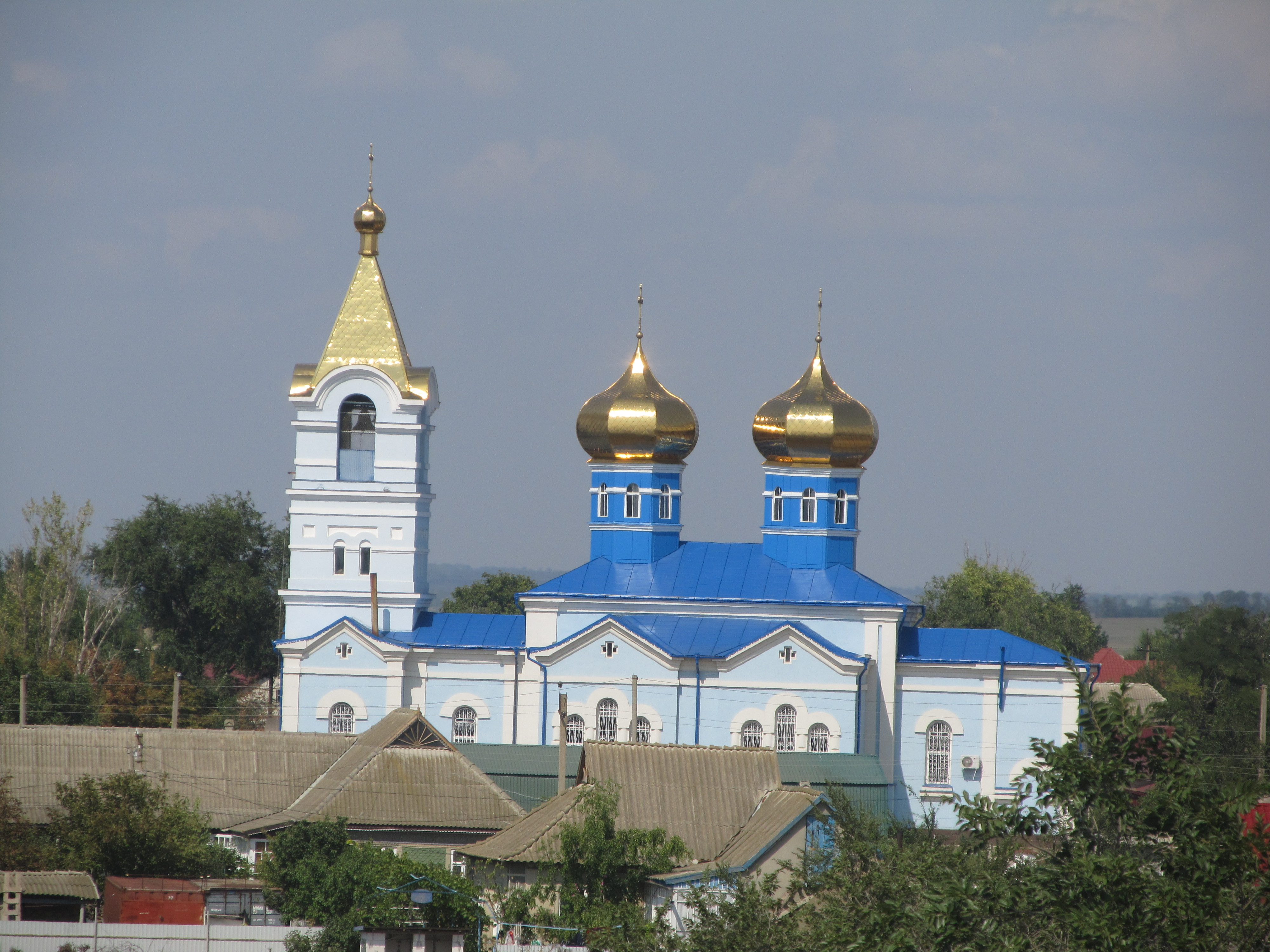
Église Saint-Michel classée[11] à Novoselivka,
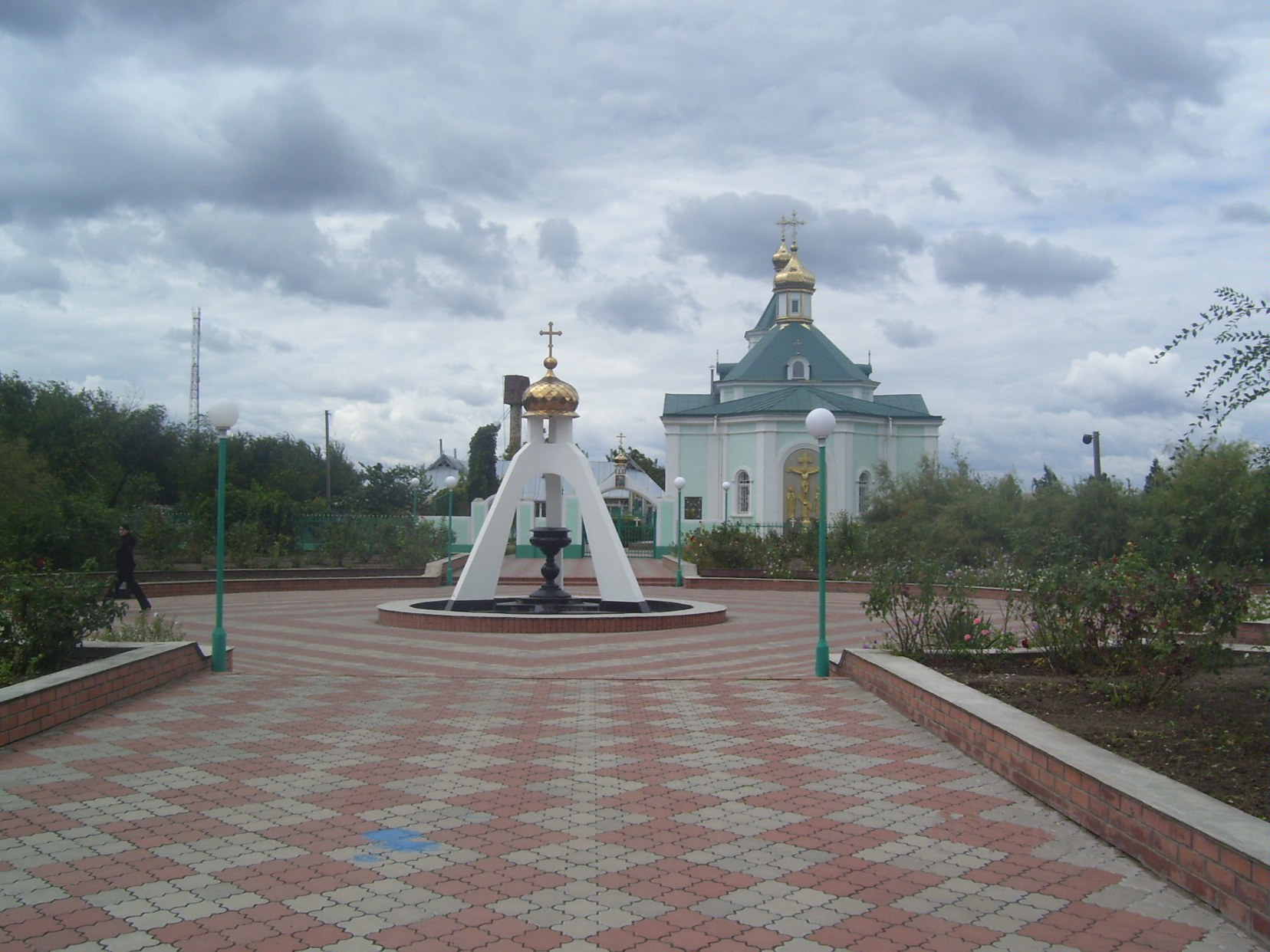
Église Sainte-Trinité classée
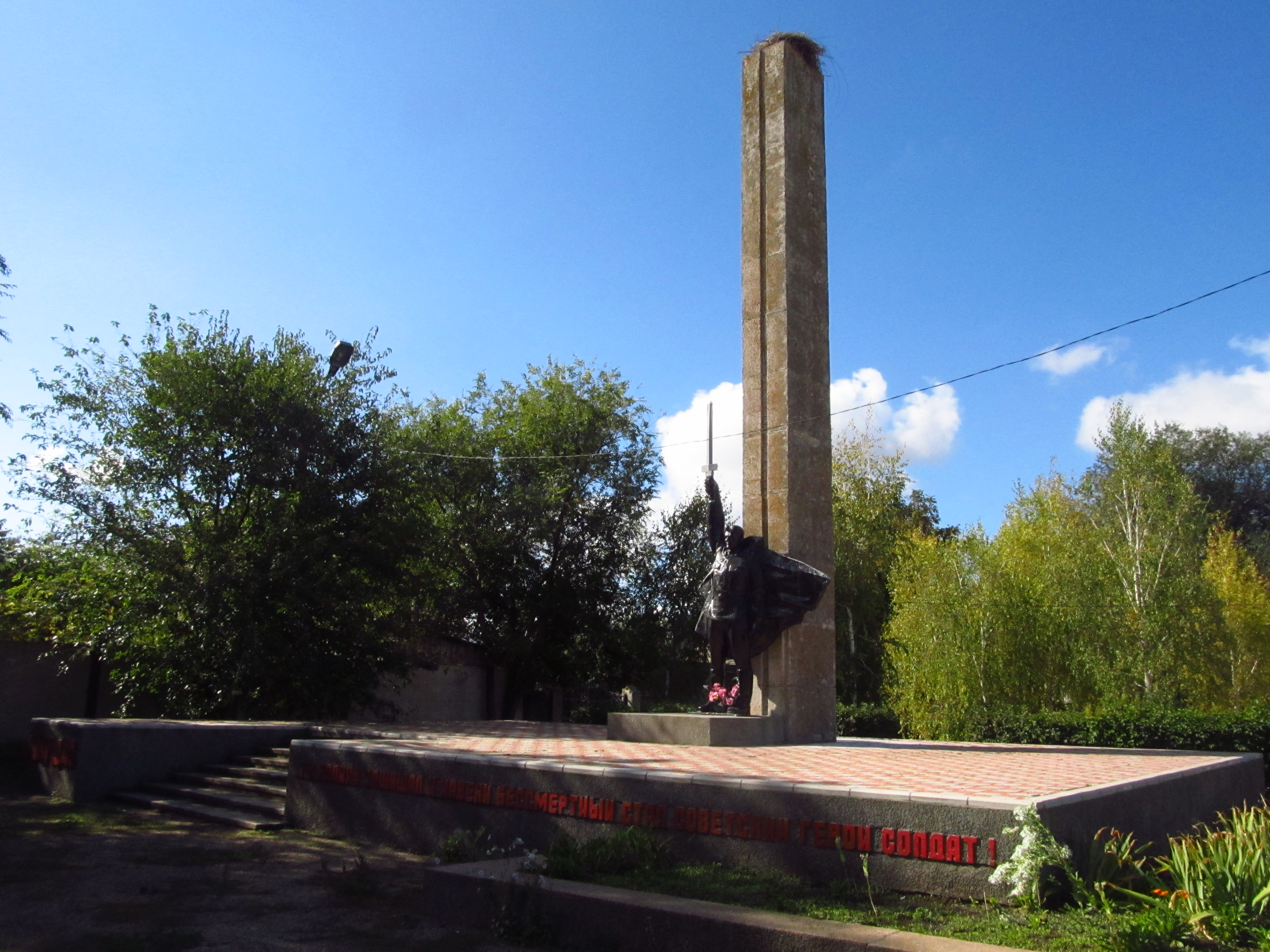
Monument aux morts classé[13] à Zoria.